# 4DX
4DX est un format de cinéma 4-D créé en 2009 par la société coréenne CJ 4DPlex.

## Principe
Les salles de cinéma 4DX sont des salles de cinéma spécialement équipées. Au-delà de l'équipement de projection qui peut diffuser autant en 2D qu'en 3D, 4DX permet au spectateur de voir un film dans des conditions immersives avec des effets de lumière, de mouvement, d'odeur et d'atmosphère, synchronisées avec le film projeté. Par exemple, une course-poursuite en voiture provoque des mouvements du siège, un moment sous la pluie projette des gouttelettes d'eau, un passage dans une jungle diffuse des odeurs de plantes dans la salle, une scène dans une discothèque fait fonctionner les stroboscopes de la salle. 
Le format 4DX est particulièrement prisé par les films d'action et d'aventures, de type blockbuster. Si les films américains sont les plus nombreux, quelques films français comme Valérian et la Cité des Mille Planètes, Taxi 5 ou Les Trois Mousquetaires ont également proposé une version 4DX.
Le format 4DX est également utilisé en conjonction avec une autre création de la firme CJ 4DPlex, nommée ScreenX, qui permet à un film d'être projeté à la fois sur l'écran central mais également sur les murs latéraux. Au CES 2020, la firme a dévoilé une nouvelle version en projetant également des images au plafond.

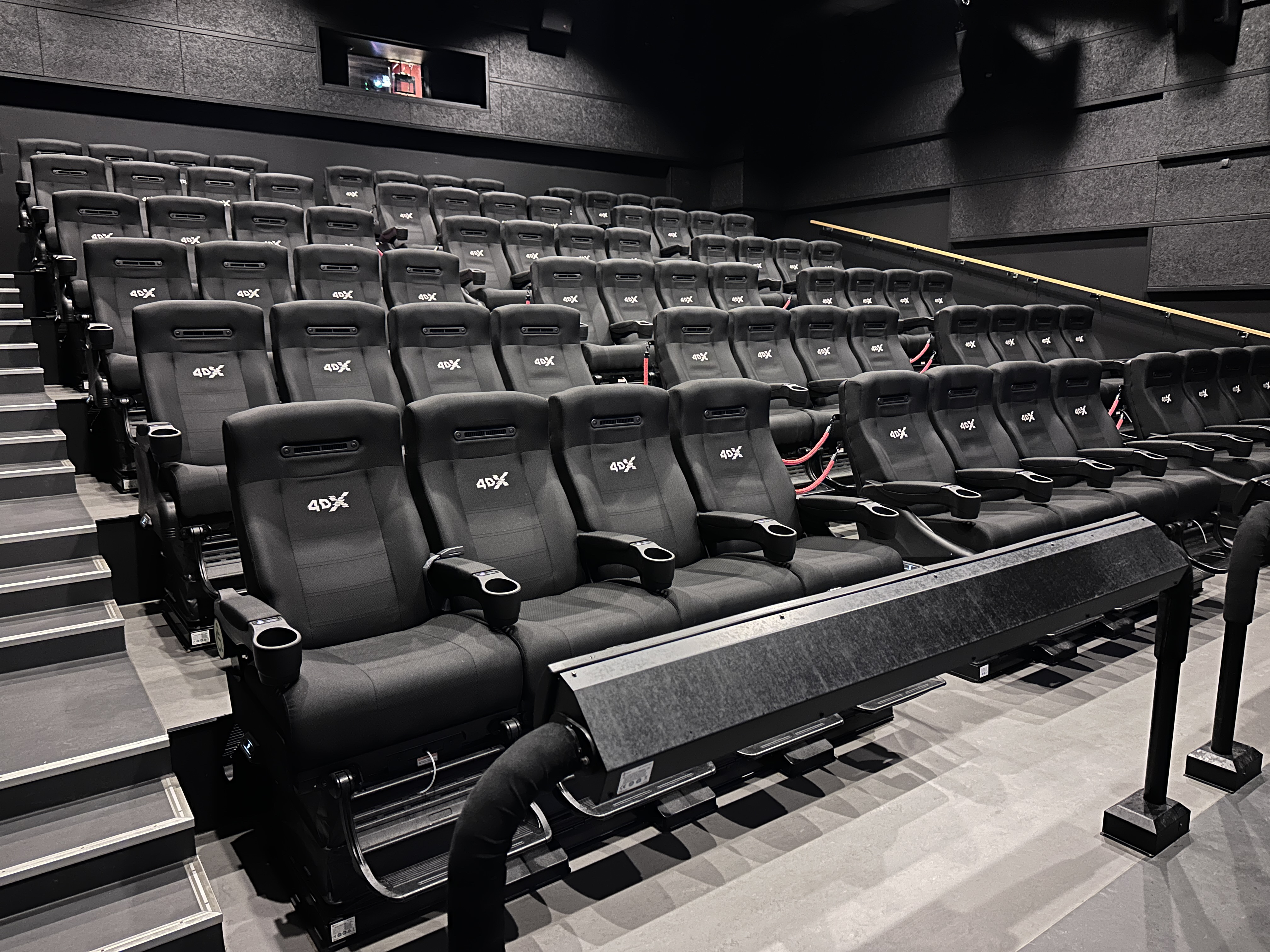
Une salle 4DX en Norvège.

## Commercialisation
La première salle 4DX a ouvert au CGV Sangam à Séoul en 2009. À la fin 2019, ce sont plus de 670 salles 4DX qui ont ouvert dans le monde dans 65 pays,, notamment aux États-Unis, au Japon, en Chine, au Canada, en Australie et à travers l'Europe.
En France, la première salle 4DX a ouvert au Pathé La Villette à Paris le 15 mars 2017. Au 28 février 2024, ce sont 45 salles 4DX qui ont ouvert dans le pays : 41 chez Pathé Gaumont et 4 chez Kinepolis.
En 2019, les séances en salles 4DX ont rapporté plus de 320 millions de dollars de recettes dans le monde, le film le plus lucratif de l'année sous ce format étant Avengers: Endgame.